# Alice Descœudres
Alice Descœudres (La Côte-aux-Fées, 20 januari 1877 - Bevaix, 25 mei 1963) was een Zwitserse pedagoge, lerares en pionier in het buitengewoon onderwijs.

## Biografie
Alice Descœudres volgde middelbaar en hoger onderwijs in Genève, waar ze in 1895 een diploma in de pedagogie behaalde. Nadien volgde ze een stage bij neuropsychiater Ovide Decroly in Brussel, in België. Ze was lerares in het privéonderwijs en later in het buitengewoon onderwijs en gaf les aan het Jean-Jacques Rousseau-instituut in Genève van 1912 tot 1947. Ze zette zich in tegen het militarisme en het alcoholisme en was een medewerkster van de Archives de psychologie.

## Onderscheidingen
- Doctor honoris causa aan de Universiteit van Neuchâtel (1948)